# Йохан Адолф (Шлезвиг-Холщайн-Зондербург-Пльон)
Йохан Адолф фон Шлезвиг-Холщайн-Зондербург-Пльон (на немски: Johann Adolf von Schleswig-Holstein-Sonderburg-Plön; * 8 април 1634, Аренсбьок; † 2 април 1704, Рулебен) от род Олденбург, е вторият херцог на Шлезвиг-Холщайн-Зондербург-Пльон (1671 – 1704). Той е генерал и императорски фелдмарщал в разни държави, вкл. на Нидерландската република от 1693 г.

## Живот
Той е най-възрастният син на херцог Йоахим Ернст фон Шлезвиг-Холщайн-Зондербург-Пльон (1595 – 1671), първият херцог на Пльон, и съпругата му принцеса Доротея Августа фон Шлезвиг-Холщайн-Готорп (1602 – 1682), дъщеря на херцог Йохан Адолф фон Шлезвиг-Холщайн-Готорп и съпругата му принцеса Августа Датска. Брат е на Август (1635 – 1699), херцог на Шлезвиг-Холщайн-Норбург-Пльон, Йоахим Ернст II (1637 – 1700), херцог на Шлезвиг-Холщайн-Зондербург-Пльон-Ретвиш, Бернхард (1639 – 1676), херцог на Шлезвиг-Холщайн-Зьобигаард (1639 – 1676), и Карл Хайнрих фон Шлезвиг-Холщайн-Пльон (1642 – 1655).
Йохан Адолф се жени на 2 април 1673 г. във Волфенбютел за принцеса Доротея София фон Брауншвайг-Волфенбютел (* 17 януари 1653, Волфенбютел; † 21 март 1722, Пльон) от род Велфи, дъщеря на херцог Рудолф Август фон Брауншвайг-Волфенбютел (1627 – 1704) и първата му съпруга графиня Кристиана Елизабет фон Барби (1634 – 1681).
Йохан Адолф участва в множество войни, също и против турците, и оставя управлението на херцогството на майка си Доротея Августа и на съпругата си Доротея София.
Херцог Йохан Адолф умира на 70 години при падане от кон на 2 юли 1704 г., няколко дена след сина му Адолф Август. Наследен е от племенника му Йоахим Фридрих, син на брат му Август от линията Шлезвиг-Холщайн-Норбург.

## Деца
Йохан Адолф и Доротея София имат децата:
- Адолф Август (1680 – 1704), женен 1701 г. за Елизабет София Мария фон Шлезвиг-Холщайн-Норбург (1683 – 1767)
  - техният син, Леополд Август (1702 – 1706), умира като дете
- Йоахим Ернст (1681 – 1682)
- Йохан Улрих (*/† 1684)
- Августа Елизабет (1686 – 1689)
- Кристиан Карл (1689 – 1704)
- Доротея София (1692 – 1765), омъжена 1709 г. за Адолф Фридрих III фон Мекленбург (1686 – 1752)